# Канал Манкорбо в Пиках Европы
«Канал Манкорбо в Пиках Европы» (исп. La canal de Mancorbo en los Picos de Europa) — картина испанского живописца Карлоса де Аэса, написанная в 1876 году. Картина находится в музее Прадо в Мадриде.

## Описание
Аэс написал множество этюдов с изображением природы, стремясь воссоздать всю красоту природных богатств земли, избегая при этом какой-либо искусственности и притворства, что отдаляет его от романтической пейзажной живописи. Он использовал затем эти этюды для написания более масштабных и тщательно выполненных работ, создаваемых в своей мастерской.
Это полотно поступило в музей Прадо после завоевания награды на Национальной художественной выставке в 1876 году.
Картина передаёт монументальную грандиозность горного массива Пики Европы и отражает любовь художника к эффектным горным пейзажам. Действие картины происходит в местечке под названием Льебана, расположенном в Кантабрийских горах, которое Аэс открыл для себя во время своего путешествия в 1874 году в компании другого художника Аурельяно де Беруэте (1845—1912).